# Belle Prairie City
Belle Prairie City é uma cidade  localizada no estado americano de Illinois, no Condado de Hamilton.

## Demografia
Segundo o censo americano de 2000, a sua população era de 60 habitantes. 
Em 2006, foi estimada uma população de 58, um decréscimo de 2 (-3.3%).

## Geografia
De acordo com o United States Census Bureau tem uma área de 
1,2 km², dos quais 1,2 km² cobertos por terra e 0,0 km² cobertos por água. Belle Prairie City localiza-se a aproximadamente 134 m acima do nível do mar.

## Localidades na vizinhança
O diagrama seguinte representa as localidades num raio de 20 km ao redor de Belle Prairie City. 